# Ameriški staroselci
Amêriški starosélci oziroma Indijánci je naziv za vsa ljudstva, ki so naseljevala Ameriko pred prihodom evropskih kolonizatorjev.
Ta skupni naziv zajema različna ljudstva od arktične Kanade in Aljaske do Ognjene zemlje v Čilu in Argentini. Indijanci se med seboj razlikujejo po jezikih, kulturi in fizionomiji. Večina indijanskih skupnosti je bila organizirana v smislu lovskih plemen (Nambikwara in Ges iz Brazilije, Šošoni iz Kalifornije in Nevade). Nekateri so se ukvarjali z ribolovom (Indijanci Chinook iz države Washington; ali Alacaluf, Yahgan in Guato iz Južne Amerike). Med najbolj razvita indijanska ljudstva, ki so uspela doseči visoko razvito civilizacijsko raven, štejemo Olmeke, Tolteke, Maje in Azteke iz Mehike in Inke iz Peruja. Danes so mnogi naseljeni po mestih in rezervatih, posebno v Kanadi, Združenih državah Amerike in v Braziliji.

## Etimologija izraza
Izraz indijanec se je prvič pojavil leta 1492 ob odkritju Amerike (Krištof Kolumb). Izhaja iz besede Indija, saj so pomorščaki mislili, da so obpluli svet in prišli v Indijo. V Kanadi je izraz indijanec večinoma nesprejemljiv in celo žaljiv, večinoma se uporablja izraz »prva ljudstva« (First People). Ta pokriva vsa ljudstva, ki so živela v Ameriki pred prihodom Evropejcev. Tudi v ZDA jih prebivalci uradno ne nazivajo več z izrazom Indians temveč Native Americans (ameriški domorodci). Nazivi Redskins ali Peaux-Rouges, tj. Rdečekožci, so posmehljivi. Živijo v "getih".

## Kulturna področja severnoameriških Indijancev
Geografsko-klimatski pogoji so pogojevali več kulturnih pasov na področju Severne Amerike.
1. Subarktično področje v Kanadi in na Aljaski, kjer živijo plemena Athapaskanov in Algonquianov. Najbolj znana plemena tega področja so Montagnais, Naskapi, Cree, Chippewa, plemena Kutchin in Kotana ter niz drugih manjših plemen. Kulturno izročilo teh indijancev je zelo podobno. Najpogostejši predmeti, ki jih izdelujejo, so krplje, kanu, toboggan in snežna očala. Oblačijo se v krzno, njihovo glavno opravilo pa je lov in ribolov.
2. Indijanci severozahodne obale so brez dvoma najbogatejša plemena indijancev Severne Amerike. Naseljujejo področje ob obali severnoameriškega Pacifika od Kalifornije na jugu, do zaliva Yakutat na Aljaski na severu. Predstavniki te kulture pripadajo velikim skupinam, znanim kot Kvakiutli, Tsimšjani, Tlingiti, Haida, Bella Coola, Coast Salish in manjšim plemenom iz Kalifornije, Oregona in Washingtona. Skupine z juga tega področja so siromašnejša, njihove skupnosti pa znatno manjše. Temu krogu pripada kultura gradnje velikih totemov, gradnje cedrovih hiš, umetelno tkanje ogrinjal čilkat (ki so pogosto zelo draga), izgradnja velikih lesenih kanujev, suženjstvo, predvsem pa znane svečanosti 'potlač'.
3. Indijanci s Platoja naseljujejo področje reke Kolumbije. Tu je razširjena kultura ribolova (govorimo lahko o pravih ichtyophazih, jedcih rib z zelo slabimi zobmi) ter kopačih korenin camas in shanataque. Plemena tega področja pripadajo skupinam Shahaptin (Umatilla, Tygh, Tenino, Yakima, Nez Perce, Palouse, Walla Walla), Waiilatpuan (Cayuse, Molala), Salishan (Shuswap, Lillooet, Ntlakyapamuk, Spokane, Coeur d'Alene, Kalispel, Okanagan, Nespelem), Kitunahan (Kutenai), Chinookan (Wasco Wishram in Dog River indijanci oz. Cascade), Lutuamian (Modoc, Klamath) in Athapaskan (Nicola ali Stuwihamuk; ki danes govorijo jezik thompson). Nekdaj so živeli nomadsko življenje v iskanju rastlinja in rib.
4. Kalifornijski Indijanci so plemena naseljena v Kaliforniji, sebe pa smatrajo za tipično kulturo nabiralcev žira. Vsa kalifornijska plemena sicer ne pripadajo tej skupini, ker so nekateri predstavniki Indijanacev severozahodne obale. Ta plemena so večinoma maloštevilna. Prijateljica in dobra poznavalka Indijancev Eva Lips navaja, da so vsa ta plemena dobro ohranjena, zahvaljujoč se žiru, iz katerega po posebnem postopku pridelujejo moko in pečejo žirov kruh. Glavna plemena so: Maidu, Miwok, Chumash, Yokuts, Shasta, Chimariko, Achomawi, Atsugewi, Yana, Yahi, Wintu, Nomlaki, Patwin, Yuki, Pomo, Wappo, Nisenan, Costanoan, Salinan, Esselen, Kitanemuk, Akwa'ala, Ipai, Tipai, Kamia, Cupeño, Luiseño, Cahuilla, Juaneño, Gabrieleño, Nicoleño, Fernandeño in Serrano.
5. Indijanci Velikega bazena živijo na področju Velikega slanega bazena (zahodni predeli Nevade). To so siromašna plemena Šošonov, tako imenovanih »noga-indijanci«. V preteklosti so bili neprestano v gibanju in iskanju hrane, koreninic, raznih plodov, malih divjih živali itd. Jedli so takorekoč vse. Vzhodno od njih, na področjih Utaha, Wyominga in Colorada so indijanci posedovali konje in se formirali v roparske tolpe. Bili so mnogo mobilnejši in nevarnejši od svojih zahodnih bratov. Te Šošone klasificiramo med Numic-govornike. Med zahodne Numic-govornike štejemo: Severni Pajuti, Owens Valley Paiute, dve skupini Mono indijancev in pleme Bannock iz Idaha. Srednji skupini Numica pripadajo zahodni Šošoni, Indijanci Panamint ali Koso, Gosiute, Wind River (njihov razdelek so Komanči) in Indijanci Weber Ute (dvoumno imenovani, ker ne spadajo med Ute). Med južne Numic-govornike štejemo: Northern Ute, Southern Ute, Tumpanogots, Pahvant, Fish Lake, Red Lake, Kawaiisu in tolpe južnih Paiutov: Las Vegas, Shivwits, Uinkarets, Moapa in Chemehuevi.
6. Jugozahodni Indijanci naseljujejo območja jugozahoda ZDA, od New Mexica preko Arizone do spodnjega toka reke Kolorado. Tu najdemo poljedelsko prebivalstvo iz skupine yumanskih in pimanskih plemen kot posebno skupino s pueblo kulturo. Med pueblo ali vaška plemena štejemo Zuñe, šošonsko pleme Hope in plemena skupine Tanoan. Apaška plemena, npr. Papago so nomadi.
7. Prerijski Indijanci  so prebivalci prerij, področa od reke Saskatchewan na severu do južnega Teksasa. Sem spadajo najslavnejša plemena ameriških domorodcev. Ti so nomadski jahači in lovci na bizone. Ti so, navajeni prostranstev in dolge ježe, predstavljali največji odpor belim priseljencem. Od severa proti jugu so bila ta plemena: Plains Cree, Assiniboin, Blackfoot (Črna noga), Gros Ventre, Hidatsa, Vrane (Crow),  Mandan, Šajeni (Cheyenne), Arikara, Teton (Lakota), Satee (Dakota), Arapaho, Omaha, Pawnee, Missouria, Kiowa, Komanči.
8. Severovzhodni gozdni Indijanci pripadajo družbam Iroquoian in Algonquian. Znani so po wigwamih, velikih lesenih hišah, ki so opasane s palisadami. Živijo kot lovci in ribiči ali pridelovalci koruze. Od tu izhajajo tudi t. i. kokice popkorn ki so jih Irokezi nosili s seboj na večdnevni lov ali na vojne pohode. Najbolj znana plemena tega področja so Irokezi (Iroquois), Huron Indijanci, Erie, Susquehanna, Wappinger, Wampanoag, Mahican (tudi Mohikanci), Metoac, Powhatan (na Slovenskem poznani po Disneyevi risanki Pocahontas), Nanticoke, Conoy, Pennacook in drugi.
9. Jugovzhodni Indijanci (Southeast Indians). Njihovo področje obsega jugovzhod Severne Amerike, od atlantske obale proti zahodu do vzhodnega Teksasa, na sever pa do notranjosti Virginije. Jugovzhodna plemena bivajo v vaških poljedelskih skupnostih. Osrednji pridelek je koruza, ob pomembnosti te jestvine pa prirejajo tudi svečanost 'Green Corn Dance' ali »Ples zelene koruze«. Nekatera od teh plemen so poznala tudi kašče, v katere (po Evi Lips), »ni mogla zlesti niti miš«. Plemena tega področja pripadajo družbam Muskogean (po novejši ortografiji Muskogean), Natchesan, Caddoan, Siouan, Attacapan, Chitimachan in Tunican. Glavna plemena so: Creek, Seminoli, Timucua, Yuchi, Biloxi, Chitimacha, Atakapa, Tunica, Natchez, Choctaw, Chickasaw, Akokisa, Hasinai, Adai, Taensa, Kadohadacho, Natchitoches, Chakchiuma, Pascagoula, Bayogoula, Avoyel, Chawasha, Washa, Chatot, Chiaha, Yamasee, Fresh Water, Ais, Calusa, Tequesta, Jeaga, Cusabo, Congaree, Cape Fear, Waxhaw, Winyaw, Cherokee, Woccon, Manahoac, Tutelo, Monacan, Eno, Sugeree, Catawba, Nahyssan, Hitchiti, Koasati, Alabama, Tohome, Ofo, itd.

## Kulturna področja Indijancev Srednje Amerike
- Osrednja Mehika, predstavniki: Nahuji, Otomi, Čontali, Ičateki, Taraski, Miksteki, Zapoteki, Tolteki, Olmeki
- Obala Vera Cruza, predstavniki: Totonaki, Tamaulipeki, Huavi, Popoluki
- Polotok Jukatan, predstavniki: Jukateki, Mazateki, Mopan, Maji
- Južne ravnice, predstavniki: Zoki, Tzeltal, Tzotil, Lakandoni, Kiči, Ixil, Itza, Miskiti, Jikaki
- Južne planine, predstavniki: Pipili, Xinca, Achi, Lenki, Nikaraji, Nikoji, Ulva, Rami, Boruki, Gvajmi, Kuni, Talamanki
- Veliki Antili, predstavniki: Ciboney, Sub-Taino, Taino, Kigvaji
- Mali Antili, predstavniki: Črni Karibi, Igneri

## Kulturna področja Indijancev Južne Amerike[1]
- Sever, predstavniki: Čoki, Čibči, Kaketi, Tereni, Gaujiro, Mompox, Timote, Ačagvi, Juruni, Otomaki, Guamontey, Guahibo, Salivi, Cumanagoto
- Gvajansko gorovje, predstavniki: Aravkani, Warao, Galibi, Tirio, Vapišani, Vaijani
- Amazonija, predstavniki: Bora, Kubeji, Janomami, Waiwai, Hivari, Barauana, Apalaji, Tupi, Jangadeiri, Shipibo, Kanamari, Maue, Munduruki, Kajapi, Amahuaki, Maski, Takani, Sirioni, Čikiti, Paresi, Nambikvari, Bakairi
- Brazilsko višavje, predstavniki: Šavanti, Borori, Gvači, Gvaraji, Tupi, Kaingangi, Botocudo, Južni Kajapi, Shacriaba
- Andi, predstavniki: Kajapi, Manta, Tumbes, Huancavilca, Huambo Cajamarca, Huayla Casma, Huacho, Čibči, Huanca, Kečuji, Ajmari, Atakami, Diaguti, Mapuči
- Gran Chaco, predstavniki: Čirigvani, Zamuco, Chamacoco, Lengvi, Tobi, Mataki, Čani, Chulupi, Mokovi, Tonokoti, Abipón
- Pampe, predstavniki: Huarpe, Charrua, Chana-Mbegua, Querandi, Minuani, Puelči, Pehuenche, Poya, Tehuelči
- Ognjena zemlja (Tierra del Fuego), predstavniki: Chono, Alacaluf, Jagani, Oni, Haush.